# Tomáš Garrigue Masaryk
Tomáš Garrigue Masaryk (Hodonín, 7. ožujka 1850. – Prag, 14. rujna 1937.), češki političar, filozof i sociolog.
Profesor filozofije na Praškom sveučilištu. Godine 1889. s Kramarom je osnovao liberalnu političku grupu Realisti, koja se povezala s Mladočeškom strankom. Osnivač je i ideolog liberalne Češke narodne stranke koja se borila za autonomiju Češke u sklopu Austro-Ugarske.
Godine 1909. pomaže obrani u Veleizdajničkom procesu u Beču. Godine 1914. odlazi u emigraciju, gdje razvija intenzivniju političku djelatnost za stvaranje samostalne čehoslovačke države. Pred kraj rata na čelu je privremne čehoslovačke vlade. U Washingtonu je 16. listopada 1918. godine izdao Deklaraciju o nezavisnosti Čehoslovačke. Bio je prvi predsjednik Čehoslovačke. Na tu je dužnost izabran 14. studenog 1918. godine, a birači su ga poslije još tri puta izabrali za predsjednika. Dao je ostavku 1935. godine. Kao "otac domovine" smirivao je zategnute odnose čeških i slovačkih stranaka.

## Djela
- "Socijalno pitanje - Filozofske i sociološke osnove marksizma"
- "Samoubojstvo kao socijalna masovna pojava moderne civilizacije"
- "Osnove konkretne logike"
- "Ideali humaniteta"

Hrvatski akademik Stjepan Musulin preveo je neka njegova djela s češkog na hrvatski jezik.